# Moritz Nopitsch

Moritz Nopitsch (1920)

Georg Moritz Nopitsch (* 19. August 1892 in Schweinau; † 8. Januar 1975 in Bönnigheim) war ein deutscher Chemiker im Bereich der Textilchemie.

## Leben
Moritz Nopitsch wurde als ältester Sohn des Bleistiftfabrikanten Heinrich Nopitsch (1868–1958) und dessen Ehefrau Johanna Katharina Mathilde Dietz (* 1870) geboren. Moritz Mutter starb infolge der Geburt seines Bruders Friedrich (* 1895; † 1916 an der Somme). Des Weiteren hatte Moritz Nopitsch einen Halbbruder, Gerhard (später erster Aufsichtsratsvorsitzender der DATEV eG), aus Heinrich Nopitschs zweiter Ehe.
Nopitsch besuchte in Nürnberg das dortige „Realgymnasium“ (heute Willstätter-Gymnasium). Anschließend studierte er an der Technischen Universität München Chemie und schloss das Studium mit dem Grad eines Diplom-Ingenieurs ab. Während des Ersten Weltkriegs trat er am 20. Mai 1915 in das Landsturm-Infanterie-Ersatz-Bataillon Passau ein und am 11. März 1916 erfolgte Nopitschs Versetzung nach München in das 1. Ersatz-Bataillon des 1. Infanterie-Regiments „König“. Nopitsch nahm während des Krieges jedoch an keinen Kriegshandlungen teil und schied am 30. November 1918 wieder aus der Armee aus.
1920 wurde Nopitsch an der TUM promoviert. Nach seinem Studium war er zunächst Chemikerkolorist bei den Farbenfabriken Bayer in Leverkusen und anschließend für einige Jahre Betriebsleiter im Zweigbetrieb der väterlichen Bleistiftfabrik in der Oberfichtenmühle. 1923 heiratete Nopitsch Hedwig Margarethe Weig. Aus dieser Ehe gingen zwei Töchter hervor.
Ab 1927 war Nopitsch im „Deutschen Forschungsinstitut für Textilindustrie, M. Gladbach Rheydt“, ab 1933 unter der Leitung von Otto Mecheels, im Warenprüfungsamt tätig. 1946 gründete Mecheels das Forschungsinstitut als selbständiges Unternehmen im Schloss Hohenstein (siehe auch Hohenstein Institute) und Moritz Nopitsch begründete dort die Bereiche der Textilmikrobiologie und der wissenschaftlichen Textilprüfung, in welchen er als Abteilungsleiter tätig war. Neben der Familie des Professor Mecheels wohnte auch die Familie Moritz Nopitsch im Schloss Hohenstein. Einen Zweitwohnsitz hatte Nopitsch in der Münchner Lindenstraße Nr. 5.
Am 3. November 1952 wurde Moritz Nopitsch das Bundesverdienstkreuz am Bande verliehen.

## Veröffentlichungen (Auswahl)
- Untersuchungen über Phtaliden- und Phtaleinbildung beim α-Hydrindon. (Inauguraldissertation), München 1920
- Die Jodreaktion der Stärke und ihre Anwendung als Erkennungsreagens in der Textilindustrie. In: melliand Textilberichte, Mannheim 1926
- Studien über Schlichten. Neuere Forschungsergebnisse auf dem Gebiet des Stärkeabbaus durch diastatische Enzyme. Heidelberg 1926
- Studien über Schlichten. Wirken die modernen enzymatischen Entschlichtungsmittel faserschädigend? Heidelberg 1927
- Die Anwendung der ultravioletten Strahlen in der textilchemischen Untersuchungspraxis. In: melliand Textilberichte, Band 9, Heidelberg 1928
- Die Erkennung der Kunstseiden mit Hilfe der ultravioletten Strahlen. Mönchengladbach, 1928
- Beitrag zum Nachweis von Schimmel auf Baumwolle und von Wollschädigungen im allgemeinen. In: melliand Textilberichte, Band 14, Heidelberg 1933
- Bakterielle Schäden an Textilien und ihre Verhütung. In: melliand Textilberichte, Band 31, Heidelberg 1950
- Bakterienschutz für Textilien. In: melliand Textilberichte, Band 32, Heidelberg 1951
- Textile Untersuchungen. Konradin-Verlag, Stuttgart 1951
- Mikroorganismen als Schädlinge von Textilien und Leder. In: Ciba-Rundschau, Band 108, Basel 1953
- Textilien und pathogene Bakterien. In: melliand Textilberichte, Band 34, Heidelberg 1953
- zusammen mit E. Möbus, unter Mitarbeit von D. Havenith: Die Gelbfleckenkrankheit der Baumwolle. In: melliand Textilberichte, Band 39, Heidelberg 1958
- Deutsche Chemiefasern (auf Zellulosebasis und synthetische Fasern). In: Deutscher Färberkalender 64. Jahrgang, Franz Eder, München 1960, S. 287–311